# Langley (Washington)
Langley ist eine City mit Hafen am Südende von Whidbey Island im US-Bundesstaat Washington. Das U.S. Census Bureau hat bei der Volkszählung 2020 eine Einwohnerzahl von 1147 ermittelt.
Langley wurde im 19. Jahrhundert durch den in Groß-Gerau geborenen Jacob Anthes gegründet.
Im Sommer zieht der Ort durch seine zahlreichen Wassersportmöglichkeiten und seine Aussicht auf die Olympics und die Cascades etliche Touristen an. Eine Fähre pendelt halbstündlich zwischen Whidbey Island und Mukilteo auf dem Festland, das etwa 20 km von Seattle entfernt ist.